# Syrjä-Somer
Syrjä-Somer eller Syrjä Somero är en sjö i Finland. Den ligger i kommunen Suomussalmi i landskapet Kajanaland, i den nordöstra delen av landet, 600 km norr om huvudstaden Helsingfors. Syrjä-Somer ligger 252,6 meter över havet. Arean är 1,17 kvadratkilometer och strandlinjen är 9,58 kilometer lång. Sjön  ingår i Uleälvens huvudavrinningsområde. 